# 신한프렌즈
신한프렌즈(영어: Shinhan Friends)는 신한금융지주가 2018년 4월 출시한 대표 캐릭터들이다. 총 8개의 캐릭터이고 모두 동물을 모티브로 만들어졌다. 캐릭터 굿즈, 오프라인 고객경험 채널(전시, 캐릭터 카페 등), 3D 영상 캠페인, 유명 일러스트 작가 & 타 캐릭터 콜라보 등 다양한 방법으로 문화 컨텐츠화되고 있다.

## 캐릭터
| 캐릭터                | 설명 |
| --------------------- | --- |
| 쏠(SOL)               | 북극성의 여행 작가. 우주 곳곳을 누비며 여행을 즐기는 북극곰. 이번 행선지는 지구!                                                  |
| 몰리(MOLI)            | 식물카페의 느긋한 사장님. 항상 느긋하고 세상 태평한 식물 집사 두더지. 최근 제주도에 식물 카페 오픈.                               |
| 리노(RINO)            | 미스터리 아티스트. 늘 무언가를 조용히 그리는 꼬마 공룡. 'BANK씨'라는 예명의 그래피티 예술가가 바로 리노라는 소문이 있음.          |
| 슈(SHOO)              | 수줍은 디지털 크리에이터 평상시에는 소심하고 말 수가 적은 북극여우. SNS에서는 180도 바뀐 세상 활발한 디지털 크리에이터로 활약 중. |
| 도(DO) 레(RE) 미(MI)  | 펭귄 3인조 락 밴드. 기타 실력자 '도', 역대급 파워 보컬 '레', 박자를 가지고 노는 드러머 '미'로 구성.                               |
| 루루(LULU) 라라(LALA) | 바닷가의 쌍둥이 물개. 항상 즐겁고 행복한 수상스포츠 천재 '루루'와 '라라'. 5대양을 횡단하기 위해 열심히 트레이닝 중.               |
| 플리(PLI)             | 에너제틱 행동파 라쿤. 언제나 에너지 넘치는 고민 해결사. 지구에 온 '쏠'을 위해 매번 여행계획을 세우고 가이드를 해주고 있다고 함.   |
| 레이(LAY)             | 세상 쿨한 힙합 부엉이. 스트릿 댄스와 프로듀싱 능력까지 뛰어나 최근 도레미 밴드의 앨범 프로듀싱에 전념 중.                         |

## 같이 보기
- 신한금융지주
- 캐릭터
- 멸종위기종